# Evarcha wenxianensis
Evarcha wenxianensis är en spindelart som beskrevs av Tang Y., Yang Y. 1995. Evarcha wenxianensis ingår i släktet Evarcha och familjen hoppspindlar. Inga underarter finns listade i Catalogue of Life.